# Liste der Monuments historiques in Vitteaux
Die Liste der Monuments historiques in Vitteaux führt die Monuments historiques in der französischen Gemeinde Vitteaux auf.

## Liste der Immobilien
| Bezeichnung                 | Beschreibung | Standort                                               | Kennzeichnung | Schutzstatus   | Datum     | Bild           |
| --------------------------- | --- | ------------------------------------------------------ | ------------- | -------------- | --------- | -------------- |
| Kirche St-Germain-d’Auxerre | ab dem 13. Jahrhundert                                                                                                  | Place Chanoine Millot (Lage)                           | PA00112734    | Classé         | 2001      | weitere Bilder |
| Markthalle                  | bezeichnet 1607 | 15, 17 rue Hubert Languet (Lage)                       | PA00112735    | Classé         | 1964      | weitere Bilder |
| Maison Decailly             | Renaissanceportal, bezeichnet 1556                                                                                      | 5 rue Hubert Languet (Lage)                            | PA00112736    | Inscrit        | 1971      | weitere Bilder |
| Maison Bélime               | Massivbau, 13. Jahrhundert; Nebengebäude, 17. Jahrhundert, über Gewölbekeller des 13. Jahrhunderts                      | 4 rue Pelletier de Chambure (Lage)                     | PA00112737    | Classé         | 1968 1994 | weitere Bilder |
| Wohn- und Geschäftshaus     | Fachwerkhaus auf massivem Sockelgeschoss, zweite Hälfte des 15. Jahrhunderts                                            | 14 rue Hubert Languet (Lage)                           | PA00112738    | Inscrit        | 1926      | weitere Bilder |
| Hôtel Ferrand               | Hôtel particulier, 16. Jahrhundert                                                                                      | 10, 12 rue Hubert Languet (Lage)                       | PA00112739    | Inscrit        | 1926      | weitere Bilder |
| Wohn- und Geschäftshaus     | Fachwerkhaus auf massivem Sockelgeschoss, zweite Hälfte des 15. Jahrhunderts                                            | 2 rue Pelletier de Chambure (Lage)                     | PA00112740    | Inscrit        | 1926      | weitere Bilder |
| Camp de Myard               | jungsteinzeitlich Abschnittsbefestigung, 4. und 3. Jahrtausend v. Chr.; spätbronzezeitliche Nachnutzung, um 900 v. Chr. | südwestlich des Ortes auf der Montagne de Myard (Lage) | PA21000023    | Classé         | 2004      | weitere Bilder |
| Hôtel Piget                 | Hôtel particulier, 16. und 17. Jahrhundert; mit Teilen der Innenausstattung                                             | 1 rue Portelle (Lage)                                  | PA21000011    | Inscrit Classé | 1997 1998 | weitere Bilder |

## Liste der Objekte
| Bezeichnung                                             | Beschreibung | Standort                                  | Kennzeichnung | Schutzstatus | Datum | Bild           |
| ------------------------------------------------------- | --- | ----------------------------------------- | ------------- | ------------ | ----- | -------------- |
| 42 Geschirrteile aus Metall                             | Ensemble aus PM21002922 und PM21002944 bis PM21002955                                                                     | im Hôpital Saint-Nicolas (Lage)           | PM21002564    | Classé       | 1959  |                |
| Vier Teller                                             | Zinn, 18. Jahrhundert | im Hôpital Saint-Nicolas (Lage)           | PM21002922    | Classé       | 1959  |                |
| 13 Teller                                               | Zinn, erste Hälfte des 18. Jahrhunderts, Zinngießer François Demay                                                        | im Hôpital Saint-Nicolas (Lage)           | PM21002944    | Classé       | 1959  |                |
| Teller                                                  | Zinn, erste Hälfte des 18. Jahrhunderts, Zinngießer Jacques Durandeau                                                     | im Hôpital Saint-Nicolas (Lage)           | PM21002945    | Classé       | 1959  |                |
| Zwei tiefe Teller                                       | Zinn, zweite Hälfte des 18. Jahrhunderts, Zinngießer Bernard Demay                                                        | im Hôpital Saint-Nicolas (Lage)           | PM21002946    | Classé       | 1959  |                |
| Sechs Näpfe                                             | Zinn, 18. Jahrhundert; drei Näpfe verschwunden                                                                            | im Hôpital Saint-Nicolas (Lage)           | PM21002947    | Classé       | 1959  |                |
| Napf (1)                                                | Zinn, 18. Jahrhundert, Zinngießer François oder Bernard Demay                                                             | im Hôpital Saint-Nicolas (Lage)           | PM21002948    | Classé       | 1959  |                |
| Napf (2)                                                | Zinn, 18. Jahrhundert | im Hôpital Saint-Nicolas (Lage)           | PM21002949    | Classé       | 1959  |                |
| Napf (3)                                                | Zinn, erste Hälfte des 18. Jahrhunderts, Zinngießer François Demay                                                        | im Hôpital Saint-Nicolas (Lage)           | PM21002950    | Classé       | 1959  |                |
| Sieben Wasserkrüge                                      | Zinn, 18. Jahrhundert (?); sechs Krüge verschwunden                                                                       | im Hôpital Saint-Nicolas (Lage)           | PM21002951    | Classé       | 1959  |                |
| Vier Kerzenständer                                      | Zinn, zweite Hälfte des 18. Jahrhunderts, Zinngießer Bernard Demay                                                        | im Hôpital Saint-Nicolas (Lage)           | PM21002952    | Classé       | 1959  |                |
| Zwei Kochtöpfe                                          | Zinn, 18. Jahrhundert (?); beide verschwunden                                                                             | im Hôpital Saint-Nicolas (Lage)           | PM21002953    | Classé       | 1959  |                |
| Vier Mörser                                             | Bronze, 18. Jahrhundert (?); zwei Mörser verschwunden                                                                     | im Hôpital Saint-Nicolas (Lage)           | PM21002954    | Classé       | 1959  |                |
| Weinkrug                                                | Kupfer, 18. Jahrhundert (?); verschwunden                                                                                 | im Hôpital Saint-Nicolas (Lage)           | PM21002955    | Classé       | 1959  |                |
| Kelch                                                   | Silber, gemarkt 1766/67, Goldschmied Louis Radepont                                                                       | in der Kirche St-Germain-d’Auxerre (Lage) | PM21002985    | Classé       | 1997  |                |
| Skulptur Marienkrone über Madonna mit Kind              | Aufsatz eines Prozessionsstabs; Silber, gemarkt 1681/82, Goldschmied Guillaume Goliard, Holz                              | in der Kirche St-Germain-d’Auxerre (Lage) | PM21002986    | Classé       | 1992  |                |
| Gemälde Der Tod Siseras                                 | Ölfarbe auf Leinwand, vergoldeter Holzrahmen, Ende des 17. Jahrhunderts, eventuell aus der Werkstatt von Philippe Quantin | im Maison Bélisme (Lage)                  | PM21002987    | Classé       | 1997  |                |
| Orgelempore                                             | mit Darstellung der Passion; Holz, 16. Jahrhundert                                                                        | in der Kirche St-Germain-d’Auxerre (Lage) | PM21002551    | Classé       | 1901  | weitere Bilder |
| Dreifaltigkeitstriptychon                               | Ölfarbe auf Nussbaumholz, signiert Nicolas de Hoey 1592; nach Marten de Vos                                               | in der Kirche St-Germain-d’Auxerre (Lage) | PM21002552    | Classé       | 1905  | weitere Bilder |
| Kruzifix                                                | Holz, farbig gefasst, zweite Hälfte des 14. Jahrhunderts                                                                  | in der Kirche St-Germain-d’Auxerre (Lage) | PM21002553    | Classé       | 1913  | weitere Bilder |
| Skulptur Heiliger Germanus von Auxerre                  | Holz, farbig gefasst, 15. Jahrhundert                                                                                     | in der Kirche St-Germain-d’Auxerre (Lage) | PM21002554    | Classé       | 1913  |                |
| Türflügel des Hauptportals                              | Holz, 15. Jahrhundert | in der Kirche St-Germain-d’Auxerre (Lage) | PM21002555    | Classé       | 1913  |                |
| Reiterskulptur Der heilige Georg unterwirft den Drachen | Kalkstein, farbig gefasst, 16. Jahrhundert                                                                                | in der Kirche St-Germain-d’Auxerre (Lage) | PM21002556    | Classé       | 1913  |                |
| Pietà                                                   | Holz, bezeichnet 1758 | in der Kirche St-Germain-d’Auxerre (Lage) | PM21002557    | Classé       | 1913  |                |
| Prozessionskreuz                                        | Kupfer, versilbert, 16. Jahrhundert                                                                                       | in der Kirche St-Germain-d’Auxerre (Lage) | PM21002558    | Classé       | 1919  |                |
| Gedenktafel an die Stiftung der Kapelle St-Michel       | Kalkstein, bezeichnet 1784                                                                                                | in der Kirche St-Germain-d’Auxerre (Lage) | PM21002559    | Classé       | 1932  |                |
| Grabstein für Hubert Le Boiteux und Isabeau de Chappes  | Kalkstein, bezeichnet 1472                                                                                                | in der Kirche St-Germain-d’Auxerre (Lage) | PM21002560    | Classé       | 1931  |                |
| Glocke                                                  | Bronze, 16. Jahrhundert                                                                                                   | in der Kirche St-Germain-d’Auxerre (Lage) | PM21002561    | Classé       | 1943  |                |
| Skulptur Auferstandener Christus                        | Torso; Holz, vergoldet, 16. Jahrhundert                                                                                   | in der Kirche St-Germain-d’Auxerre (Lage) | PM21002562    | Classé       | 1959  |                |
| Skulptur Madonna mit Kind                               | Kalkstein, farbig gefasst, 15. Jahrhundert                                                                                | im Hôpital Saint-Nicolas (Lage)           | PM21002563    | Classé       | 1913  |                |
| Hauptaltar der Hospitalskapelle                         | Altartisch, Retabel und Kommunionbank; Kalkstein, Stuck, farbig gefasst und vergoldet, Schmiedeeisen, 18. Jahrhundert     | im Hôpital Saint-Nicolas (Lage)           | PM21002565    | Classé       | 1969  |                |
| Kirchenfenster                                          | Buntglas, 16. Jahrhundert; verschwunden                                                                                   | im Hôpital Saint-Nicolas (Lage)           | PM21002566    | Classé       | 1914  |                |